# Ocnocerus
Ocnocerus is een geslacht van rechtvleugeligen uit de familie veldsprinkhanen (Acrididae). De wetenschappelijke naam van dit geslacht is voor het eerst geldig gepubliceerd in 1889 door Bolívar.

## Soorten
Het geslacht Ocnocerus omvat de volgende soorten:
- Ocnocerus bayaoi Bolívar, 1889
- Ocnocerus diabolicus Karsch, 1893